# Hasle (Østfold)
Hasle is een plaats in de Noorse gemeente Sarpsborg, fylke Østfold. Hasle telt 703 inwoners (2007) en heeft een oppervlakte van 0,68 km².